# Габон
Габонската република или Габон е държава в западна централна Африка. Граничи с Екваториална Гвинея, Камерун, Република Конго и Гвинейски залив. От освобождението си от Франция на 17 август 1960, Габон е управляван само от двама президенти. Бившият президент Ел Хадж Омар Бонго е бил на власт от 1967 до 2009 г. и е бил най-дълго управлявалият президент в Африка. Габон въвежда многопартийна система и нова демократична конституция в началото на 90-те години на 20 век, които позволяват прозрачен избирателен процес и реформи на управленските институции. Малкото население, богатите природни запаси и частните чуждестранни инвеститори подпомагат страната да е една от най-проспериращите държави в региона.

## Държавно устройство
Габон е полупрезидентска република, при която президентът е държавен глава и министър-председателят на правителството.
Парламентът има две камари. Народното събрание има 120 членове, 111 членове, избрани за срок от 5 години мандат в единични места избиратели и деветима членове, назначени от президента. В Сената има 91 членове, избрани за срок от 6 години.
Върховният съд се състои от три съставни части – съдебни, административни и счетоводни отчети; Конституционния съд, апелативни съдилища; Съда на Държавна сигурност; Каунти съдилища.

## История
Най-ранните заселници на територията на днешен Габон са пигмеите. Те бързо са изместени от племената банту по време на техните миграции. Няколко групи банту се заселват на територията, когато Франция я завладява през 1885. През 1910 Габон става една от четирите територии на Френска екваториална Африка, федерация, която съществува до 1959. Габон получава независимостта си на 17 август 1960.
Първият президент на Габон, избран през 1961, е Леон М'ба, а Омар Бонго е негов вицепрезидент. След смъртта на M'Ба през 1967, Бонго заема поста и е президент на страната до 2009, като печели на всички провеждани избори.
На 30 август 2023 г. президентът Али Бонго е свален от военните чрез преврат.

## География
Габон е разположен на атлантическия бряг на централна Африка. Граничи с Екваториална Гвинея, Камерун и Република Конго.
Най-голямата река в Габон е река Огоуе. Габон е известен с опитите си да запазва естествената околна среда и с най-големите естествени резервати в света. Около 10 % от територията на Габон е национален парк.

## Икономика
Габон се развива значително по-добре от съседните му страни, с доход на глава от населението четири пъти по-голям от средния за Централна Африка. Това се дължи предимно на офшорния добив на петрол, от който е значителното състояние; разпределението на приходите от тази промишленост обаче е изключително неравно. Габон е пълноправен член на Организацията на изнасящите петрол страни (ОПЕК) от 1975 до 1995. Износител е на манган, желязо и дърво. Урановите мини близо до Франсвил са закрити през 2001.

## Административно деление
Габон е разделен на девет провинции (областните градове са посочени в скоби).
1. Естуар (Либревил)
2. О Огоуе (Франсвил)
3. Моаян Огоуе (Ламбарене)
4. Нгуние (Муила)
5. Нянга (Чибанга)
6. Огоуе-Ивиндо (Макоку)
7. Огоуе-Лоло (Куламуту)
8. Огоуе-Маритим (Порт Жантил)
9. Вольо-Нтем (Ойем)

## Население
Почти всички габонци са от произход Банту. Габон има най-малко 40 етнически групи, различаващи се по езика и културата им. Най-голямата е Фанг. Други са: Маян, Банджаби, Ешира, Бапуну и Оканде. Езиковата група Боундариес принадлежи повече на Габон, отколкото навсякъде другаде в Африка. Френският е официален език, е силно говорим. Повече от 10 000 французи живеят в Габон и Франция диктува чуждата култура и търговските взаимоотношения. Исторически и околни фактори принудили населението на Габон да западне от 1900 до 1940. Това е една от най-рядко населените обитавани държави в Африка и липсата на работа е главната пречка за развитието и преуспяването на чуждите работници. Населението, по официална информация, е приблизително 2.3 милиона.

## Култура
Габонската музика е по-малко известна в сравнение с тази на Демократична република Конго и Камерун. Страната се гордее с внушителен брой народни стилове, както и с поп звезди като Пейшънс Дабани, който живее в САЩ. Албумите на Дабани, независимо че са записани в Лос Анджелис, съдържат отличителни габонски елементи и са популярни във франкофонска Африка. Други известни музиканти са Пиер-Клаве Акенденге, „ветеранът“ Макджос, Викос Екондо, известен като „краля на Тандима“. Известни китаристи са Ла Роз Мбаду и Силвен Авара, и певецът Оливие Н'Гома. Рок и хип-хоп, идващ от Великобритания и САЩ, също са популярни в Габон, както и румба, макоса и сукус.
Габонските народни инструменти са обала, нгомби, балафон.

## Други теми
| Портал | Портал „Африка“ съдържа още много статии, свързани с Африка. Можете да се включите към Уикипроект „Африка“. |